# Les Naufrageurs des mers du Sud
Pour plus de détails, voir Fiche technique et Distribution.
Les Naufrageurs des mers du Sud (Reap the Wild Wind) est un film américain réalisé par Cecil B. DeMille, sorti en 1942.

## Synopsis
Au milieu du XIXe siècle, seuls les grands voiliers ont la possibilité, avant l'arrivée du chemin de fer, d'assurer la liaison entre le Nord-Est des États-Unis et la vallée du Mississippi. Mais il faut tenir compte des récifs de Floride, où s'échouent les navires. Pilleurs d'épaves et sauveteurs s'affrontent.

## Fiche technique
- Titre : Les Naufrageurs des mers du sud
- Titre original : Reap the Wild Wind
- Réalisation : Cecil B. DeMille, assisté d'Arthur Rosson
- Scénario : Charles Bennett, Alan Le May et Jesse Lasky Jr. d'après un récit de Thelma Strabel
- Musique : Victor Young
- Orchestrations : Walter Scharf (non crédité)
- Photographie : Victor Milner et William V. Skall
- Montage : Anne Bauchens
- Direction artistique : Roland Anderson et Hans Dreier
- Décors : George Sawley
- Costumes : Natalie Visart
- Effets visuels : Collaborateurs divers, dont Gordon Jennings
- Production : Cecil B. DeMille, William H. Pine (producteur associé) et Buddy DeSylva (producteur exécutif)
- Société de production et de distribution : Paramount Pictures
- Pays d'origine :  États-Unis
- Langue : anglais
- Format : Technicolor - Son : Mono (Western Electric Mirrophonic Recording)
- Genre : Aventures
- Durée : 123 minutes
- Dates de sortie :
  -  États-Unis : 18 mars 1942 (première mondiale à Los Angeles), 26 mars 1942 (première à New York)
  -  Royaume-Uni : 15 juin 1942
  -  France : 31 octobre 1947 (Paris)

## Distribution
Les voix françaises indiquées ci-dessous proviennent d'un doublage effectué en Belgique.

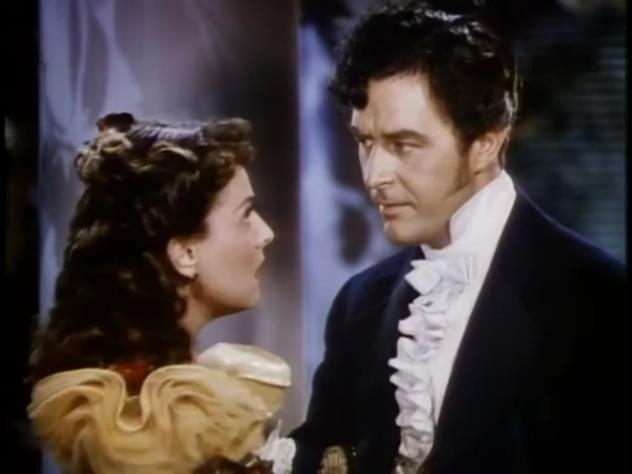
Paulette Goddard et Ray Milland

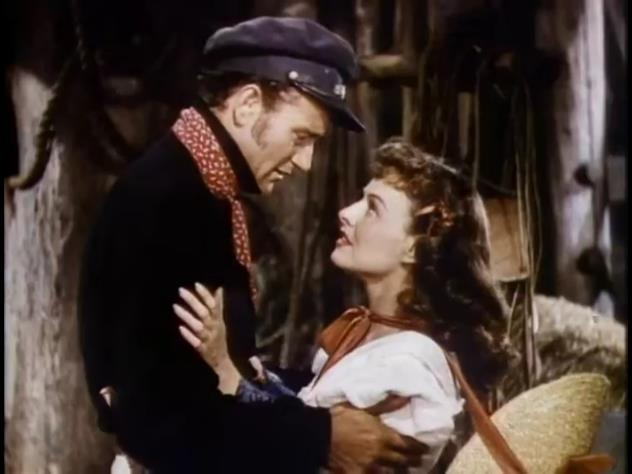
John Wayne et Paulette Goddard

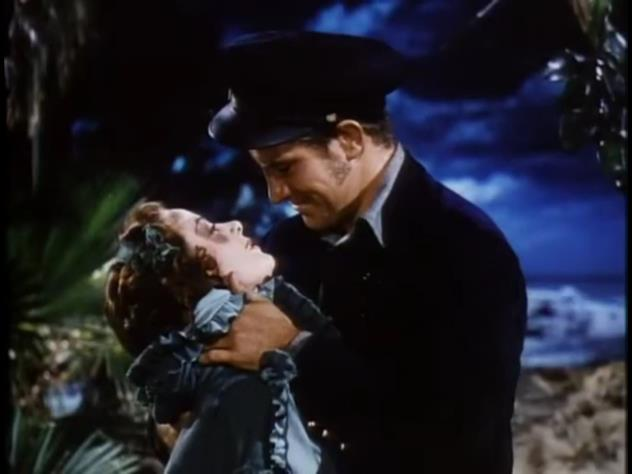
Susan Hayward et Robert Preston

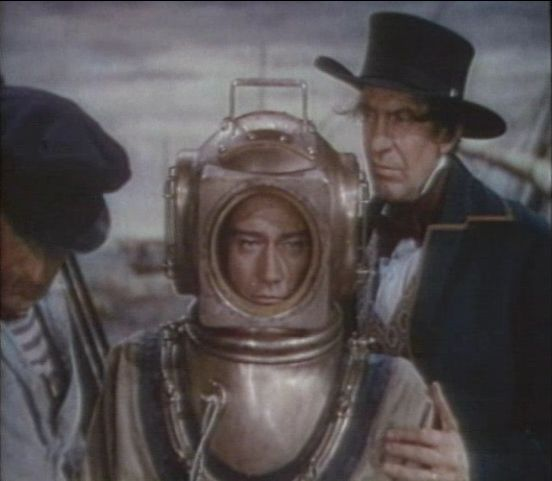
John Wayne et Raymond Massey

- Paulette Goddard (VF : Claude Lombard {voix chantée}) : Loxi Claiborne
- Ray Milland (VF  : Philippe Allard) : Stephen « Steve » Tolliver
- John Wayne (VF : Olivier Cuvellier) : le capitaine Jack Stuart
- Raymond Massey : King Cutler
- Robert Preston : Dan Cutler
- Lynne Overman (VF : Daniel Beretta {voix chantée}) : le capitaine Phillip « Phil » Philpott
- Susan Hayward : Drusilla Alston
- Charles Bickford : Bully Brown
- Walter Hampden : le commodore Devereaux
- Louise Beavers : Maum Maria
- Martha O'Driscoll : Ivy Devereaux
- Elisabeth Risdon : Mme Claiborne
- Hedda Hopper : Tante Henrietta Beresford
- Victor Kilian : Mathias Widgeon
- Oscar Polk : Salt Meat
- Janet Beecher : Mme Lizabeth Mottram
- Ben Carter : Chinkapin
- Lane Chandler : Sam
- Davison Clark : le juge Marvin
- Frank M. Thomas : Dr Jepson
- Keith Richards : le capitaine Carruthers
- Victor Varconi : Lubbock
- J. Farrell MacDonald : le capitaine du port
- Harry Woods : Mace
- Milburn Stone (VF : Jean-Marc Delhausse) : le lieutenant Farragut
- Raymond Hatton : Maître charpentier

Acteurs non crédités
- James Anderson : le jeune homme interpellé au café
- Monte Blue : un officier
- Ed Brady : un homme d'équipage du Pelican
- James Flavin : le père de la jeune fille
- Byron Foulger : Bixby
- William Haade : le deuxième officier en second du Jubilee
- Robert Homans : un capitaine au café
- Emmett King : un vieux gentilhomme au bal
- Hope Landin : une invitée au bal
- Nestor Paiva : un homme en bretelles
- George Reed : un serveur de thé
- Dorothy Sebastian : une invitée au bal
- Frank Shannon : un capitaine au café
- Hayden Stevenson : un avocat

## Sortie et récompenses
En février 1942, Paramount Pictures annonce que la première du film aura lieu au Paramount Theater, nouveau nom du El Capitan Theatre qui a été transformé en cinéma après seize années comme salle de spectacle,.
En 1943, le film fut désigné pour deux nominations à l'Oscar (photo et décors) et se vit attribuer celui des effets spéciaux, dus à Farciot Edouard, Gordon Jennings, William L. Pereira.